# Wild Grinders
Wild Grinders de Rob Dyrdek, también conocido simplemente como Wild Grinders, fue una serie animada de televisión que se transmitió en el canal hermano de Nickelodeon, Nicktoons. La serie fue creada, producida y basada libremente en la vida del skater profesional y estrella de reality TV Rob Dyrdek , con distribución por Moonscoop. Hizo su segunda transmisión en la televisión estadounidense el 27 de abril de 2012. Varios cortos animados con los personajes de Wild Grinders habían sido vistos previamente y siguen viéndose en Kabillion, un servicio de video bajo demanda parcialmente propiedad de Moonscoop.
El 1 de agosto de 2013, Rob Dyrdek confirmó una segunda temporada con 26 episodios, que se estrenó en Nicktoons el 23 de diciembre de 2013.
Rob Dyrdek se asoció con Teletoon para crear un especial de Halloween de dos partes, titulado "Texas Skateboard Horrorland Zombie Activity 3", que se emitió el 24 de octubre de 2013 en Teletoon.

## Sinopsis
La serie presenta las locas travesuras y travesuras de un enérgico y emocionante preadolescente de patinaje Lil 'Rob (basado en el creador de la serie) y sus mejores amigos: Meaty, un bulldog con un borde de cadera (basado en Meaty, un perro que posee el verdadero Rob Dyrdek); Goggles, el mejor amigo nerd pero leal y bondadoso de Rob; y una gran cantidad de otros niños locos del vecindario, así como los majestuosos padres y la hermana mayor de Lil 'Rob.

## Personajes
- Lil Rob (con la voz de Rob Dyrdek ) - Lil Rob es el personaje titular y el líder de los Wild *Grinders.
- Meaty (con la voz de Sterling "Steelo" Brim (temporada 1), Lee Harrell (temporada 2)) - El bulldog británico antropomórfico de Lil Rob .
- Gafas (con la voz de Yuri Lowenthal , acreditado como Jimmy Benedict): el amigo nerd y leal de Lil *Rob. Es el camarógrafo de Wild and Backside Grinders y el principal inventor.
- Emo Crys (expresado por Cam Clarke , Charlie Schlatter en episodios piloto (sin acreditar)) - Lo poético y sensible de los Wild Grinders. Emo Crys es con frecuencia un artista de skate y poeta.
- Jay Jay (con la voz de Kel Mitchell ): un hipster inteligente. Lo retrataron para tener mysophobia . Es el teclista de Backside Grinders. En los episodios piloto, Jay Jay es conocido por ser el amigo de Lil Rob, en lugar de Goggles.
- Jack Knife (con la voz de Yuri Lowenthal ): un niño aburrido con un gran corazón cuya familia dirige un circo en Sprawl City.
- Spitball (expresado por Yuri Lowenthal ) - El tipo silencioso y apodado como Street Ninja. Él es el bajista trasero.
- Stubford Hucksterball (con la voz de Erin Fitzgerald ): el principal antagonista de toda la serie.
- Wolfz - Apodado "El lobo", Wolfz es un patinador y artista muy talentoso. Él está saliendo con Flipz, la ama mucho y ambos practican el patinaje mucho entre ellos, tienen un truco de dúo llamado *"The Love Skaters". Donde ambos son una tabla, mientras se abrazan. Wolfz gira a Flipz y termina el truco con un beso romántico. Los 2 son prácticamente inseparables, siempre se han visto juntos. Son ampliamente considerados la "pareja de lobo y bailarina". Debido al enfoque más salvaje de Wolfz para patinar, mientras que Flipz es más elegante como una bailarina.
- Flipz (con la voz de Chanel West Coast ): la única patinadora en Wild Grinders. Es una patinadora muy talentosa que patina como una bailarina. Flipz y Wolfz están saliendo y son los únicos molinos que han realizado un truco de dúo. Ambos practican mucho el patinaje, tienen un truco de dúo llamado "The Love Skaters", donde ambos están en una tabla, mientras se abrazan. Wolfz gira a Flipz y termina el truco con un beso romántico. Los dos son prácticamente inseparables, siempre se han visto juntos.

Flipz incluso usando un tutú a veces cuando patina con Wolfz, ella confía tanto en él.
- Denise (con la voz de Erin Fitzgerald ) - La hermana mayor de Lil 'Rob.
- Lackey ( Yuri Lowenthal ) o el oficial Lackowski, como él prefiere, es el compañero de alquiler de policía de Stubford contratado por Track para mantener a Stubford fuera de su cabello.
- Gene (con la voz de Rob Dyrdek ): el padre de Lil 'Rob.
- Patty (con la voz de Erin Fitzgerald ): la madre de Lil 'Rob y una agente secreta.
- Track Hucksterball (con la voz de Cam Clarke ): el padre rico y descuidado de Stubford.
- Chip Fligginton (expresado por Kel Mitchell ) - Una famosa personalidad web.
- Reina de Moronico (con la voz de Kel Mitchell ) - Ella es la reina del país ficticio de Moronico.
- Príncipe de Moronico (voz de Yuri Lowenthal ) - El príncipe de Moronico.
- Jankins (expresado por Cam Clarke ): el mayordomo real de la familia real.
- Freddie (expresado por Cam Clarke ) - El objeto del afecto de Denise y también maneja el camión Taco.
- Agentes 1 y Agente 2- Dos agentes de operaciones negras que trabajan para el Área 52 a menudo conspiran para hacerse cargo o destruir el mundo.
- El Sr. Sprinkles (desconocido) es el perro wiener mascota de Flips y el rival de Meaty en pawjitsu.
- Squeak (expresado por Yuri Lowenthal).

## Juego móvil
En junio de 2014, se anunció que Bubble Gum Interactive estaba desarrollando un juego móvil Wild Grinders para iPhone, iPad y Android . El juego estaba programado para lanzarse en septiembre de 2014, pero en su lugar se lanzó el 11 de febrero de 2015. El juego móvil se tituló Wild Grinders Downhill Grind .

## Recepción
Wild Grinders recibió críticas generalmente negativas de los críticos. Emily Ashby de Common Sense Media le dio a la serie 2 de 5 estrellas. En su revisión, Ashby elogió las divisiones raciales y los buenos mensajes sobre la amistad, pero criticó los estereotipos que rodean la cultura del skate, los insultos y la falta de respeto del personaje principal hacia los adultos.